# Sozialintegrativer Unterricht
Als Sozialintegrativen Unterricht bezeichnet man in der Unterrichtslehre seit Tausch/Tausch eine Form des Lehrens und Lernens, bei der alle am Unterrichtsgeschehen Beteiligten trotz ungleicher Ausgangsbedingungen und Kompetenzen in partnerschaftlichem Einvernehmen miteinander die Lernabläufe gestalten. Der Sozialintegrative Unterricht nimmt eine Mittelstellung ein zwischen den Arbeitsweisen des Lehrerzentrierten und des Schülerzentrierten Unterrichts.

## Begriffsentstehung
Die von Kurt Lewin, Ralph White und Ronald Lippitt angestoßene Debatte um den angemessenen Führungsstil in der Erziehung hatte in den 1970er Jahren zueinander mit nahezu ideologischem Eifer bekämpfenden Denkrichtungen geführt. Die vielfach miteinander unvereinbaren Erziehungskonzepte beförderten zahlreiche entsprechende Typologien von Führungsstilen. Die Forschergruppe nahm die in der Diskussion befindlichen markanten Bezeichnungen autoritärer und antiautoritärer Führungsstil auf, untersuchte ihre pädagogischen Auswirkungen auf experimentalpsychologischem Wege und setzte den Extremformen schließlich als Kompromissformel einen dritten, den sogenannten demokratischen Führungsstil, entgegen. Dieses Vorgehen folgte dem bei Extrempositionen bewährten dialektischen Prinzip von These, Antithese, Synthese.
Im Laufe der weiteren Auseinandersetzungen entpuppten sich die ideologisch vorgeprägten Begriffe allerdings ebenso wie die politisch getönte Etikettierung „demokratisch“ als wenig tragfähig für einen Konsens und den Aufgaben im Bildungsbereich als nicht sehr zuträglich: Erzieherische Kleingruppen sind kein „Volk“ und ihr interaktives Handeln hat nicht viel mit „Volksherrschaft“ (Demokratie) zu tun.
So brachte das familientherapeutisch tätige Psychologenpaar Tausch/Tausch 1979 die drei Formen und Begriffe Lehrerzentrierter Unterricht, Schülerzentrierter Unterricht und „Sozialintegrativer Unterricht“ in die Diskussion ein. Diese setzten sich bis heute in der didaktischen Theorie und Praxis weitestgehend durch, zumal Tausch/Tausch nach der Kritik an Lewin weitere Differenzierungen vornahmen: Sie unterschieden innerhalb des einzelnen „Erziehungsstils“ nochmals zwischen einer rein technokratischen „Lenkungsdimension“ (rationale Steuerung, Kontrolle des Lerngeschehens) und einer „Emotionalen Dimension“ (persönliche Zuneigung, Wertschätzung) im Lehrerverhalten, die sich wiederum als „hoch“, „mittel“ und „gering“ präzisieren ließen. Damit bekam die Lehrerpersönlichkeit einen hohen Anteil an der Wirkung des Führungsstils.

## Rechtfertigungen
Die empirischen Untersuchungen wie die sich versachlichenden Debatten erbrachten, dass keiner der von den vielen Parteien vertretenen Erziehungsstile als gänzlich falsch oder richtig, als negativ oder positiv zu beurteilen sei. Die Didaktiker erkannten vielmehr an, dass jeder Führungsstil in bestimmten Unterrichtssituationen seine Berechtigung hat und die verschiedenen Ansätze geeignet sind, einander im Bildungsgeschehen zu ergänzen. So hat z. B. der Einsatz des lehrerzentrierten, sogar der des streng autoritären Führungsstils in Situationen eine unverzichtbare Funktion, bei denen es sich um gefährliche Konstellationen handelt, die unbedingt unter Kontrolle gehalten werden müssen und nicht verhandelbar sind wie das Verhalten im Schwimmbad (Laufen auf nassem Grund, Wassersprünge vom Seitenrand etc.) oder der Umgang mit Schutzmaßnahmen im Technik- oder Physikunterricht. Auch der Schiedsrichter im Sport hat nicht diskutable, autonom zu verantwortende Entscheidungen zu treffen. Der schülerzentrierte und sogar der antiautoritäre Erziehungsstil macht dort Sinn, wo Eigenverantwortung und das Übernehmen von deren Konsequenzen gelernt werden sollen. Zudem wollten Tausch/Tausch eine Konsensmöglichkeit im Sachlichen und Begrifflichen schaffen.
Der sozialintegrative Erziehungsstil unterscheidet sich vom demokratischen Unterrichtsprinzip außer der Entpolitisierung wesentlich durch die ausdrückliche Betonung des partnerschaftlichen Verhaltens trotz persönlicher Unterschiede. Lehrer und Schüler, Mädchen und Jungen, Schwache und Starke, Behinderte und Nichtbehinderte werden nicht alle gleich behandelt, sondern entsprechend ihrer individuellen Eigenart in die Lerngruppe aufgenommen und dürfen und sollen sich entsprechend einbringen. Es geht Tausch/Tausch nicht um den Umgang miteinander im staatlichen Großbereich (Demokratie), sondern um das Auskommen in dem den Kindern zugänglichen Kleinbereich des unmittelbaren Erziehungsumfeldes.

## Didaktische Zielvorstellung
Die von Tausch/Tausch etablierte Begriffs-Triade folgt dem allgemein anerkannten Denkmodell des Didaktischen Dreiecks, wonach die drei Pole „Lehrer“, „Schüler“, „Lernstoff“ im Lernprozess in Einklang zu bringen sind. Dabei kann mit unterschiedlichen Zielsetzungen jede der drei Komponenten im Bildungsalltag zu einem sachlich berechtigten Ausgangspunkt werden.
Der Sozialintegrative Unterricht will Vielfalt der Ideen, Toleranz, Mehrdimensionales Lernen beim Unterrichten realisieren und darin denken und handeln lehren. Lehrer und Schüler bilden eine Lehr- und Lerngemeinschaft auf Augenhöhe. Sie gehen eine gleichrangige Partnerschaft ein, was die Stoffauswahl, die Unterrichtsorganisation und die Auswertung der Lernergebnisse angeht. Sie sind naturgemäß nicht gleichrangig, was die Sachkompetenz, die Methodenkompetenz und die pädagogische Erfahrung angeht. Auch die Umsetzung der Lehrpläne bleibt in der Verantwortung des Lehrers. Er ist- wenn auch auf anderer Ebene- wie seine Schüler einerseits Lehrender, andererseits aber auch Lernender. Seinem Ausbildungsvorsprung, seiner Amtsautorität und seinem Lehrauftrag entsprechend behält er jedoch die Gesamtverantwortung für das Unterrichtsgeschehen und dessen Ergebnisse. Diese lassen sich nicht an die Schüler delegieren. Die Aufgabe besteht darin, die Schüler schrittweise mit in die Selbstgestaltung ihrer Lernprozesse einzubeziehen und das eigenverantwortliche Lernen zu lehren.

## Sozialformen
Aus der Zielsetzung ergeben sich Sozialformen, die bereits optisch und organisatorisch, etwa in der Gruppierung, die Gleichrangigkeit der am Lerngeschehen Beteiligten zum Ausdruck bringen müssen.  Jeder ist jedem prinzipiell zugewendet, muss mit ihm kooperieren können. Der Lehrer ordnet sich ohne Überhöhung in die Lerngruppe ein, die sich z. B. in Kreisform formieren kann. Es wäre ein didaktischer Fehler, Sozialintegrativen Unterricht etwa als Frontalunterricht zu praktizieren. Aber auch selbstorganisiertes, auf sich selbst gestelltes Lernen in reinen Schülergruppen, das Schülerzentrierte Unterrichten, hat in dieser Unterrichtsform keinen Platz.

## Kommunikationsstrukturen
Da es kein Machtgefälle zwischen Lehrern und Schülern gibt, gestaltet sich die Kommunikation auf einer partnerschaftlichen Ebene, die sowohl Initiativen des Lehrers wie solche der Schüler zulässt, was auch kritische Auseinandersetzungen nicht ausschließt. Jeder darf Kritik anmelden, wenn er diese sachlich begründen kann, und er muss sie zurücknehmen, wenn sie sich als nicht zutreffend erweist. Jegliche Kommunikation hat grundsätzlich gewaltfrei abzulaufen, was nicht nur physische, sondern auch verbale oder psychische Aggressionen (Spott, Hohn, Zynismus) betrifft. Die Kommunikationslinien beziehen Lehrer und Schüler gleichermaßen ein, was auf beiden Seiten eines Lernprozesses bedarf.

## Anwendungsbereiche
Der Sozialintegrative Unterricht ist heute die in der Lehrerbildung als besonders wertvoll favorisierte, allerdings didaktisch auch sehr anspruchsvolle Methode, die entsprechend vor allem dazu ausgebildeten Lehrern vorbehalten bleibt. Sie kann jedoch im Schulbereich wie bei Freizeitangeboten und im gesellschaftlichen Umgang Vorbild und Zielbild eines funktionierenden Gemeinwesens sein. In dieser Unterrichtsform wird nicht nur Demokratie, sondern darüber hinaus Toleranz und verträglicher Umgang miteinander gelehrt und im pädagogischen Rahmen gelebt. Der fächerübergreifende Projektunterricht ist ein Unterricht, dessen Erfolg auf der gemeinsamen Verantwortung aller Beteiligten für das Erreichen der Projektziele basiert und der besonders deutlich diesen Erziehungsstil braucht und repräsentiert.

## Grenzen
Der Sozialintegrative Unterricht muss dort anderen Unterrichtsformen weichen, wo Zielsetzungen angestrebt werden, die mit anderen Methoden und Organisationsformen, z. B. mit der Lehrerzentrierten oder der Schülerzentrierten Unterrichtsweise, effektiver und ökonomischer erreicht werden können. Dies angemessen zu entscheiden, setzt eine fachliche Ausbildung voraus, die es ermöglicht, über einen Vorrat an lernzielgerechten didaktischen Alternativen zu verfügen und die entwicklungsbedingten Fähigkeiten der Kinder dabei richtig einzuschätzen.